# Mark Zabel
Pour les articles homonymes, voir Zabel.
Mark Zabel né le 12 août 1973 est un kayakiste allemand pratiquant la course en ligne. 